# Szent Márton-emlékév
A 2016-os évet Szent Márton-emlékévnek nyilvánította a magyar kormány a Savariában (a mai Szombathelyen) 1700 éve, 316-ban született Tours-i Szent Márton, Magyarország egyik védőszentje emlékére és tiszteletére.
A jubileumi év célja, hogy ráirányítsa a figyelmet Szent Mártonra, aki életével, cselekedeteivel példaképül szolgálhat. A szervezők az emlékévben megvalósított programok segítségével Szent Márton alakját, személyiségét és lelkiségét kívánják megismertetni az emberekkel, hogy többet tudjanak meg arról a személyről, akit példás élete miatt avattak szentté.

## Az emlékév meghirdetése
Az emlékévet 2015 márciusában hirdette meg a magyar kormány a Magyar Katolikus Püspöki Konferencia, illetve Szombathely város kezdeményezésére. A vonatkozó kormányhatározat arról is rendelkezik, hogy a Pannonhalmi Bencés Apátság és a Szent Márton titulusú templomok részére az emlékévvel összefüggő feladatok, beruházások és programok megvalósítására 955 millió forint összegű költségvetési támogatás álljon rendelkezésre.

## Az emlékév mottója
A szombathelyi egyházmegyében az emlékév jelmondata, ami kifejezi az egész ünnep szellemiségét: „Felemelő szeretet!” Ez egyrészt utal Szent Márton alázatos gondolkodásmódjára, karitatív munkájára, másrészt kapcsolódik a Ferenc pápa által meghirdetett irgalmasság évéhez.
A Pannonhalmi Főapátság az emlékévre a „Közösségben vagyunk” jelmondatot választotta, melynek jegyében a jubileumi év programjai a párbeszédet és a közösségek találkozását segítik.

## Az emlékév megnyitása
2015. november 4-én Várszegi Asztrik főapát jelenlétében ismertették a jubileumi év pannonhalmi programjait, és az emlékév mottójához kapcsolódva a találkozás fontosságára hívták fel a figyelmet, majd levetítették a Szent Márton-évet beharangozó rövidfilmet.
Az emlékév szombathelyi programsorozatát Szent Márton november 11-i ünnepnapját megelőző vasárnap ünnepi szentmisén nyitotta meg Veres András szombathelyi megyés püspök, a Magyar Katolikus Püspöki Konferencia elnöke.
November 11-én Pannonhalmán Erdő Péter bíboros mutatott be ünnepi szentmisét, melyen arról tanított, hogy Szent Márton alkotó és küzdelmes életével harcolt a szegénység, a nyomorúság és a gonoszság, valamint a kereszténység körében is megjelenő babonaság ellen. Áder János köztársasági elnök beszédében felidézte, Géza fejedelem azért szentelte Szent Mártonnak a pannonhalmi apátságot, mert tudta, hogy az akkori Európa az uralkodók védőszentjét, a keresztény királyi erények őrzőjét tiszteli e szentben.

## Az emlékév programjai

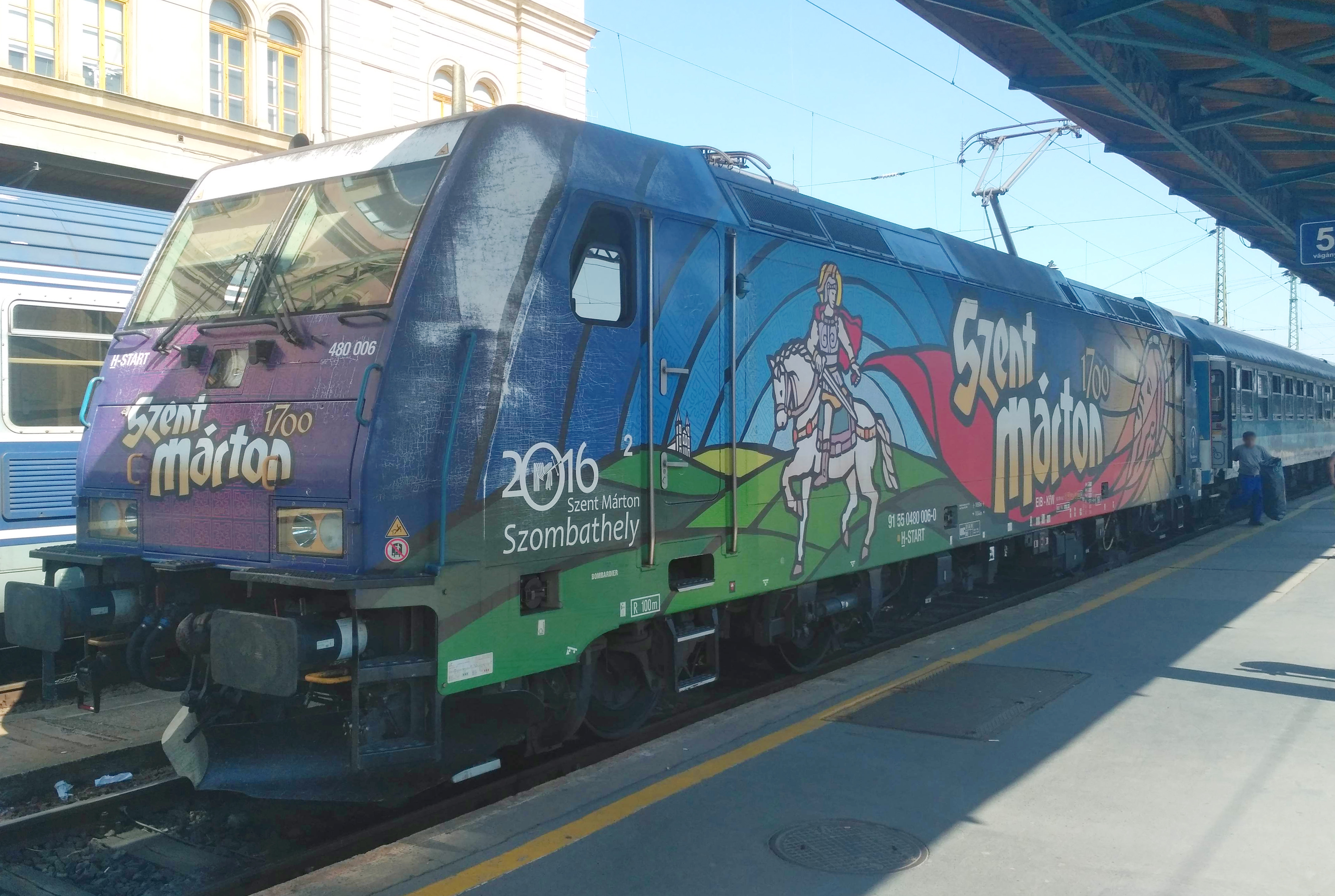
A MÁV 480-as sorozatának egyik mozdonya Szent Márton alakjával

Az emlékév kapcsán hívők és nem hívők részére szerveznek lelkiségi, szakrális, valamint kulturális és sporteseményeket, melyeknek Szent Márton személyének megismertetése mellett közösségformáló ereje is van.
A Szombathelyi egyházmegye lelkiségi programjainak kiemelkedő része az egyházmegyei zarándoklat, melynek során elviszik Szent Márton ereklyéjét a vasi és zalai településekre. A legfontosabb kulturális programok: Werner Alajos Szent Márton miséjének ősbemutatója és Szent Márton életét és korát bemutató előadássorozat. 
Pannonhalmán többek között Szent Márton-olimpiát, ökumenikus lelkigyakorlatot, Szent Márton-konferenciát, komoly- és könnyűzenei koncerteket, valamint zarándoklatot tartanak.
Szombathely városa Szent Mártonra szakrális, kulturális és közösségi programokkal emlékezik, melyek csúcspontja a november havi Szent Márton ünnep-sorozat koncertekkel, kiállításokkal és szentmisével.
A Szent Márton és Pannónia című kiállítás két részből épül fel: Szombathelyen, az Iseum Savariensében Pannónia és Savaria történetét mutatják be Szent Márton korának római gyökereitől, a Pannonhalmi Apátsági Múzeumban pedig a keresztény Szent Márton szerzetes és püspök kora, és az azt követő évszázadok emlékei tekinthetők meg.

## Az emlékév lezárása
Az emlékévet 2016. november 11-én zárták le. Szent Márton emléknapján többek között Kismartonban és Pannonhalmán tartottak ünnepi szentmisét. Soltész Miklós egyházi, nemzetiségi és civil társadalmi kapcsolatokért felelős államtitkár Szombathelyen elmondta, hogy a kormány az emlékév kapcsán több milliárd forinttal támogatta Szombathelyen egyházi épületek felújítását, a Szent Márton Terv és a Szent Márton Program keretében elkezdett beruházásokat, valamint az emlékév szombathelyi programjait. Az Európai Püspöki Konferenciák Tanácsa (CCEE) a Szent Márton-emlékév lezárása alkalmából levélben köszöntötte a magyar katolikus egyházat.